# 다니구미구치역
다니구미구치역(일본어: 谷汲口駅)은 일본 기후현 이비군 이비가와정에 위치한 다루미 철도 다루미 선의 철도역이다. 단선 승강장 1면 1선의 구조를 갖춘 지상역이다.

## 이용 현황
| 연도 | 1일 평균 승하차 인원 |
| ---- | -------------------- |
| 2011 | 17                   |
| 2012 | 21                   |
| 2013 | 18                   |
| 2014 | 14                   |
| 2015 | 13                   |
| 2016 | 12                   |

## 역 주변
- 다니구미 온천

## 역사
- 1956년 3월 20일 : 일본국유철도 다루미 선이 오가키역과 당 역 간의 개업에 의해, 종착역으로서 개업함.
- 1958년 4월 29일 : 다루미 선이, 당 역부터 미노코미 (현 고미역)간 연장 개업에 의해, 중간역으로 전환.
- 1984년 10월 6일 : 다루미 선이 다루미 철도로 전환해, 이 회사의 역이 됨.

## 인접 역
| 다루미 철도 다루미 선 | 다루미 철도 다루미 선 | 다루미 철도 다루미 선 |
| --------------------- | --------------------- | --------------------- |
| 고치보라 오가키 방면  | ■ 다루미 선           | 고미 다루미 방면      |